# Сельское поселение Липицкое (Московская область)
Сельское поселение Ли́пицкое — упразднённое муниципальное образование бывшего Серпуховского муниципального района Московской области России. Центр поселения — село Липицы.
Глава сельского поселения Липицкое — Кытманова Наталья Григорьевна. Председатель Совета депутатов — Глазкова Галина Ивановна. Площадь территории — 243,29 км².

## Население
| 2006  | 2007  | 2008  | 2009  | 2010  | 2011  | 2012  | 2013  |
| ----- | ----- | ----- | ----- | ----- | ----- | ----- | ----- |
| 6566  | ↘6365 | ↘6360 | ↗6374 | ↗6515 | ↗6585 | →6585 | ↗6665 |
| 2014  | 2015  | 2016  | 2017  | 2018  | 2019  |       |       |
| ↗6791 | ↗6940 | ↗6990 | ↗7019 | ↘6977 | ↘6893 |       |       |

## История

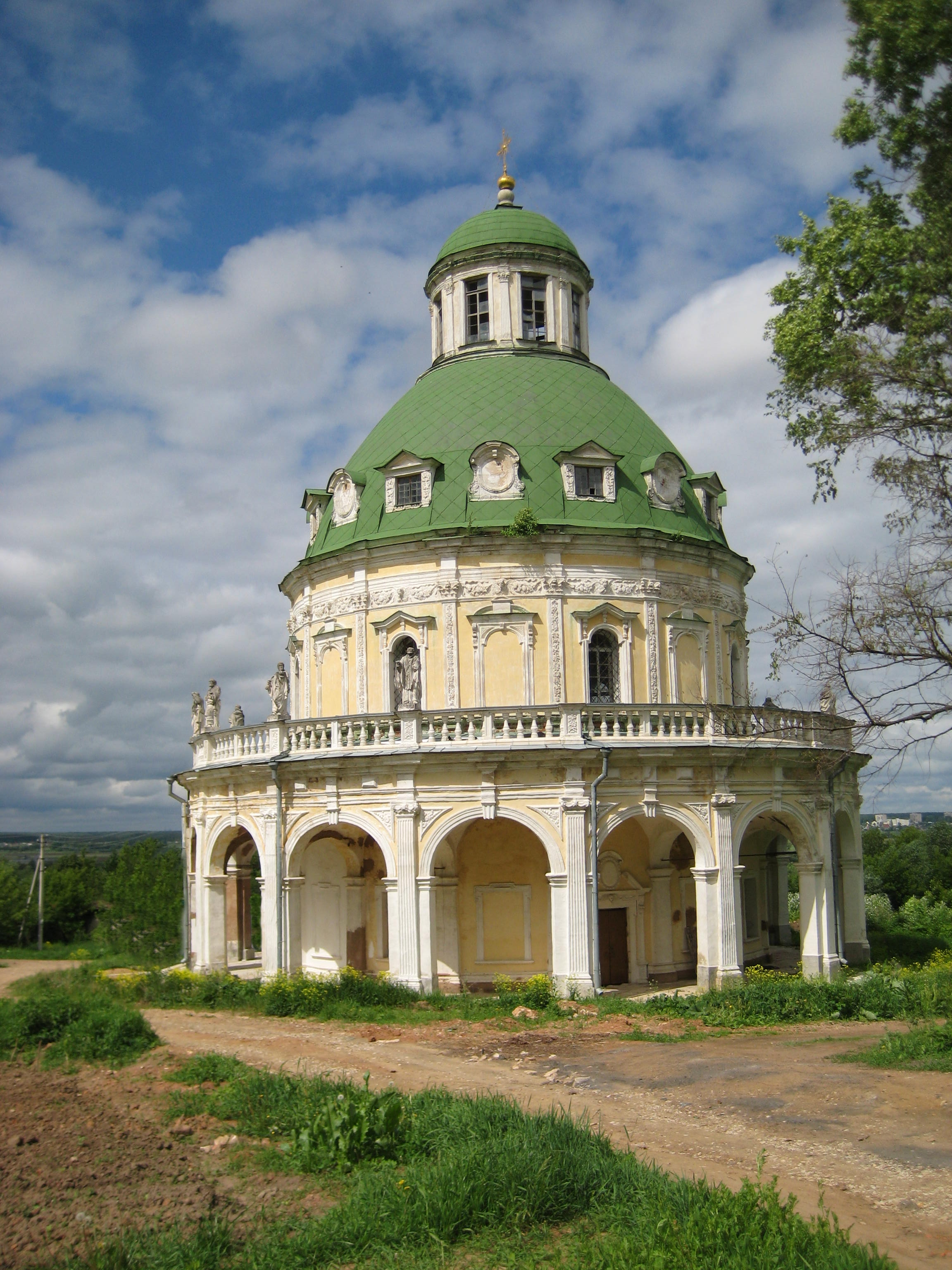
Церковь Рождества Богородицы в Подмоклове

Образовано в 2006 году в ходе муниципальной реформы. В состав поселения включена территория трёх сельских округов: Лукьяновского, Липицкого и Балковского (с центром в деревне Большое Грызлово).
Законом Московской области № 220/2018-ОЗ от 14 декабря 2018 года, поселение было упразднено и вместе с другими поселениями Серпуховского муниципального района объединено с городским округом Серпухова в единое муниципальное образование городской округ Серпухов.

## География
Муниципальное образование граничит с Тульской областью на востоке, юге и западе, с сельским поселением Дашковским на северо-западе, с сельским поселением Данковским и городским округом Пущино на севере.
Северная граница поселения проходит по Оке. Помимо Оки, по территории муниципального образования протекает множество рек, среди которых Скнига, Городенка, Коровенка, Якшанка, Керенка, Каменка, Незнайка.

## Экономика и инфраструктура

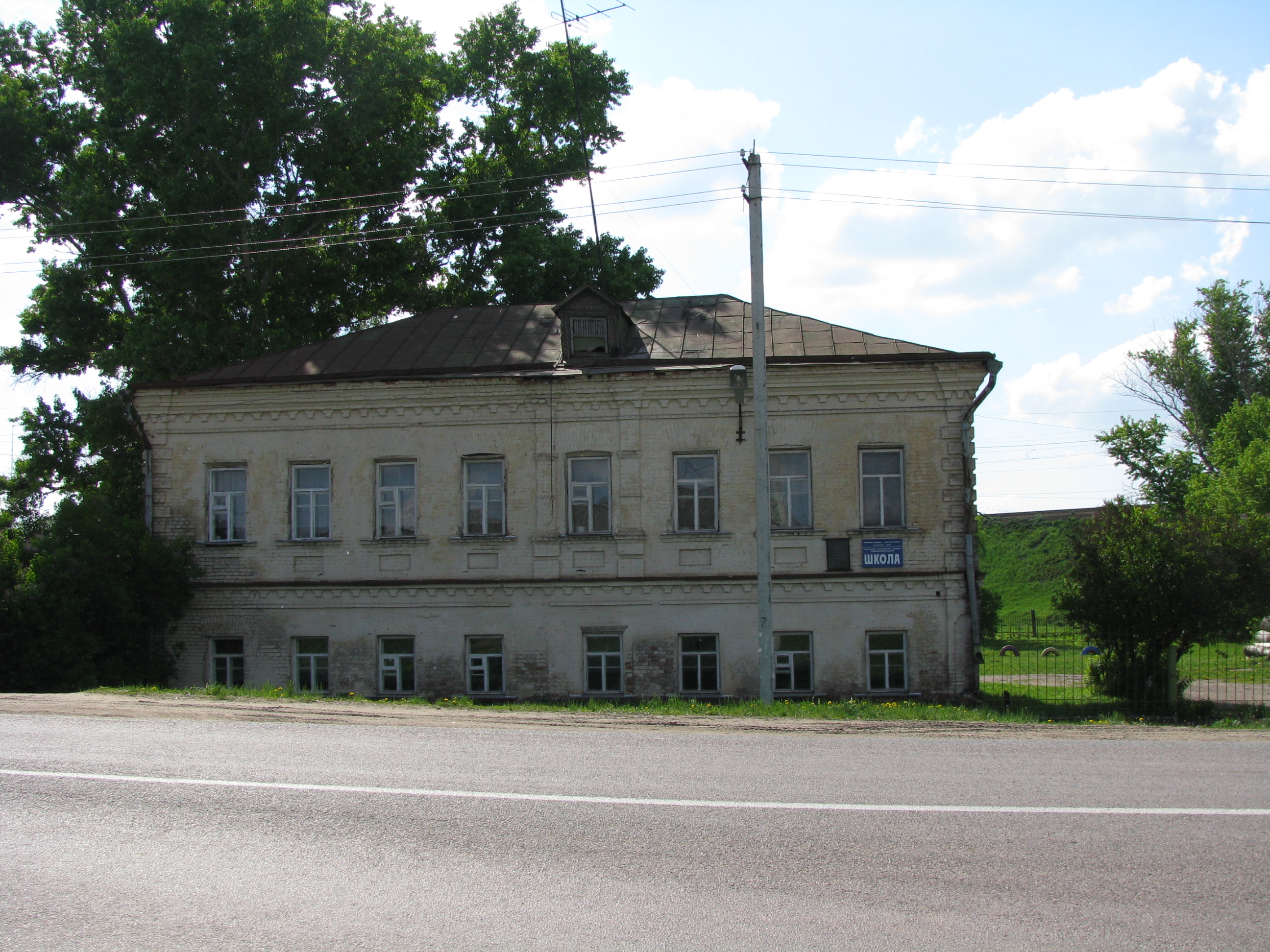
Лукьяновская основная школа

По территории сельского поселения проходят федеральная трасса М2 «Крым» и пути Курского направления Московской железной дороги.
Основные отрасли экономики — сельское хозяйство, добыча минеральных строительных материалов, производство строительных материалов.
На территории муниципального образования находятся: 3 детских сада, 1 основная и 2 общеобразовательных школы, 5 домов культуры, 3 сельских клуба, больничный комплекс (включает участковую больницу и амбулаторию), девять фельдшерско-акушерских пунктов и шесть библиотек.
- В соответствии со сметой доходов и расходов Липицкого сельского поселения, доход в 2008 составляет 25236,9 тыс. рублей, сумма расходов — аналогична.

## Состав сельского поселения
В состав сельского поселения входят 45 населённых пунктов:
- посёлок Кирпичного завода;
- посёлок при станции Ока;
- село Липицы;
- деревни: Агарино, Аладьино, Алфертищево, Балково, Банино, Большая Городня, Большое Грызлово, Вечери, Волково, Волохово, Высокие Дворики, Вязищи, Глазово-2, Глебово, Демшинка, Дубачино, Еськино, Жёрновка, Зайцево, Зыбинка, Каргашино, Коптево, Ланьшино, Лукьяново, Малое Грызлово, Мещериново, Михайловка, Новосёлки, Подмоклово, Присады, Прончищево, Рогово, Селино, Семёновское, Сенькино, Спас-Тешилово, Трухачёво, Тульчино, Федотовка, Шепилово, Щеболово, Якшино.

Крупнейший населённый пункт — Липицы (3491 чел.).

## Руководители поселения
- Псянина Нина Ивановна (2006—29 января 2008)[19]
- Попов Алексей Николаевич — (2008—2017)
- Кытманова Наталья Григорьевна — с сентября 2017 года[20]